# Pomnik Władysława Jagiełły w Skwierzynie
Pomnik Władysława Jagiełły w Skwierzynie – statua przedstawiająca króla polskiego Władysława II Jagiełłę znajdująca się w Skwierzynie, wzniesiona w 1970, autorstwa Tadeusza Dobosza.

## Lokalizacja
Pomnik Jagiełły w Skwierzynie znajduje się w miejskim Parku Jagiełły. Ulokowany jest bezpośrednio przy Rondzie Wojska Polskiego (zbieg ulic Stefana Batorego, Międzyrzeckiej, Mostowej i Poznańskiej), z którego rozchodzą się drogi do Poznania i Gorzowa Wielkopolskiego (droga krajowa nr 24), Starego Polichna (droga wojewódzka nr 159) oraz Zielonej Góry (droga krajowa nr 3).

## Historia
Stworzenie monumentu zlecono lubuskiemu rzeźbiarzowi, Tadeuszowi Doboszowi. Pomnik został odsłonięty 21 lipca 1970, z okazji obchodów 25-lecia powstania Polski Ludowej. Postać króla Władysława II Jagiełły została wybrana ze względu na spore znaczenie, jakie ma ona dla historii miasta. Monarcha ten odnowił prawa miejskie Skwierzyny w 1407, przywracając podupadającej miejscowości jej dawną pozycję (Skwierzyna otrzymała lokację na prawie polskim w 1296, nadaną przez Przemysła II). Przypomnienie o tym wydarzeniu wpisywało się w ówczesną propagandę państwową, forsującą tezę o odwiecznej polskości tzw. Ziem Odzyskanych, na terenie których leży Skwierzyna.

## Budowa i wygląd
Betonowa statua o ciężkiej konstrukcji przedstawia stojącego króla Władysława II Jagiełłę w koronie, z opuszczonym mieczem i tarczą z wyrytym na niej (nieprawidłowym) orłem piastowskim. Na frontowej części cokołu pomnika znajduje się napis: 

Władysław Jagiełło
Królowi polskiemu
Władysławowi Jagielle
W XXV rocznicę Polski Ludowej
Społeczeństwo Skwierzyny

 Dodatkowo, na ścianach bocznych cokołu znajdują się krótkie napisy (zaczynając od frontu): Byliśmy - Jesteśmy - Będziemy, mające wskazywać na prawo narodu polskiego do tzw. Ziem Odzyskanych, wywodzone przez ówczesne władze z czasów średniowiecznych.
Obok pomnika znajduje się maszt na flagę państwową.